# Золота Грамота

{Золота грамота

Золота грамота (букв. «Золота книга») — урядовий декрет про вільність селян, розроблений наприкінці березня 1863 р. Крайовим Центральним Комітетом Крайового Уряду, адресований українським селянам з метою заручитися їх підтримкою для боротьби проти Російської Імперії. Складений українською і польською мовами.
Назва документа походить від золотистого кольору шрифтів, якими була надрукована грамота. Грамоту було створено за зразком повстанського Маніфесту від 22 січня 1863 р. про вільність селян, але ця Золота Грамота пропонувала набагато більше переваг своїм отримувачам. Розповсюджувати Грамоту повстанці почали занадто пізно, і вона не принесла відчутних результатів – на відміну від російської пропаганди, яка вміло використала ворожнечу між польським і українським народами для придушення Січневим Повстання на Волині, Поділлі та в Києві у травні 1863 р. Це видно, наприклад, з трагічної події у селі Соловіївка (9/10 травня 1863 р.), де місцеві селяни напали на групу з 21 польських агітаторів, які намагалися прочитати та пояснити їм «Золоту Грамоту». Дванадцять агітаторів було вбито на місці, а решту, більшість з них тяжко поранених, передали російській владі.

## Текст Золотої Грамоти
Піднявшись разом з Польщею й Литвою проти московського панування, щоб вивоювати вічну свободу і щасливу долю для цілого нашого краю, об’являємо перед Богом, цілим світом і народом, що іншого щастя не хочем для дорогої нашої країни і не вишукуєм його ніде більше як тільки у волі, свободі, рівності й щасті всіх мірян, кожної віри и стану. І желаючи найбільшого щастя для сільського люду, на вічні часи постановляємо:
1. 1. Сільській народ в селах та хуторах панських і казенних, однодворці, чиншовики і окольні люди від сьогодні будуть воістину вільні, свобідні й рівні в правах с іншими обивателями нашого краю. 2. Можуть і мають право, до сподобу переселятися з місця на місце й ніхто їм в тому перешкоджати не буде.  3. Можуть і мають право, обучатися во всяких школах й службах й служити в народній службі так як й інші обивателі.  4. Всякій хазяін чи з панського, чи з казенного села, кожен чиновний шляхтич й однодворець достає на вічне й не одімлеме дідицтво той ґрунт, що до сей пори держав, разом с садибою, городом й цілим обійстям без жадної за все це плати, повинності, панщини, ані чиншу. Будуть тільки платити поземельні податі й одбувати повинну народну службу. Дідичам за ті громадські поля буде заплачено з великого Народного Скарбу.  5. Велика Народна Управа назначить для сільських священників до ґрунтів і фундушів ерекційних плату грішми, щоб вони не брали від людей гроші за духовні треби.  6. Будники, бобилі, дворові люди, комірники, одставні солдати й всі ті, що з власного живуть заробку, котрі тільки разом з нами піде щоб увільнити наш край з-під московського панування, чи вернуться з війни здоров, чи раненим буде, достане на вічні часи три морги ґрунту на королівських землях.  7. Надаючи сільському людові просказані вище права, вільності, обивательські рівності й земської власності, ручаємо й во віки обіцяємо свободу прав, віри, якої хто придержується й уживання своєї мови в школах, судах і всіх земських розправах.

Все вище писане оглашаючи сільському людові Волині, Поділля й України, захованнє й оборону прав наданих цією грамотою перед народом, цілим світом й Всемогущим Господом Богом присягаємо.